# 哈薩克裔俄羅斯人

哈薩克族在俄羅斯的分布 (2010年)

哈薩克裔俄羅斯人是俄羅斯籍的哈薩克族人，是俄羅斯的少數民族。他們多數生活在俄哈邊界。2002年人口131000人，分布於阿斯特拉罕、伏爾加格勒、薩馬拉、奧倫堡、車里雅賓斯克、庫爾干、秋明、鄂木斯克、新西伯利亞、阿爾泰邊疆區，這些地方以前是哈薩克汗國的中玉茲和小玉茲地方。1920年代蘇聯定國界後分入俄羅斯。在1991年被承認為俄羅斯公民。
哈薩克人是俄羅斯僅次於韃靼人、巴什基爾人和楚瓦什人的第四大突厥民族，也是該國所有民族中的第十大民族。阿斯特拉罕地區是俄羅斯最大的哈薩克社區，擁有149,415名哈薩克人。他們占該地區人口的16.3%，是僅次於俄羅斯人的第二大民族社區